# Chouriço
Chouriço é um enchido preparado com carne, gordura e algumas vezes sangue de porco, com temperos que variam consoante a região, havendo alguns que têm "Origem Geográfica Protegida". Normalmente, a carne e gordura  temperados são introduzidas em tripas finas, que são, depois, atadas a intervalos de 30–40 centímetros. Estes chouriços são separados e ficam com forma circular. São, depois, pendurados individualmente no fumeiro, ficando quando prontos com a forma de ferradura. As tripas podem ser naturais ou sintéticas, feitas de material de proveniência natural.

## Variedades de chouriço

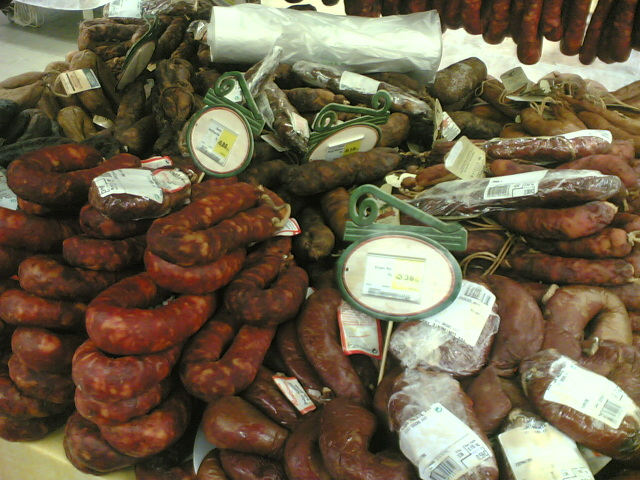
Chouriços portugueses (à esquerda)

### Chouriço de vinho
É feito à base de carnes gordas e magras, marinadas em vinho, alho, sal e especiarias durante alguns dias. Depois do seu enchimento em tripa natural, a sua cura é efectuada em fumeiro de lenha de azinho.

### Chouriço de Sangue
Por vezes chamado morcela, consiste na tripa do porco recheada com sangue e gordura de porco, temperados.
Existe uma variedade, típica do Alentejo (Portugal), que, em vez de ser defumada, é escaldado, ficando a tripa com um aspecto esbranquiçado.

### Chouriço de Cebola
Como o nome indica, além da carne de porco e de diversos temperos, possui sangue de porco, pimenta vermelha, colorau, sal e cebola: depois de pronto, permanece um mês no defumador.

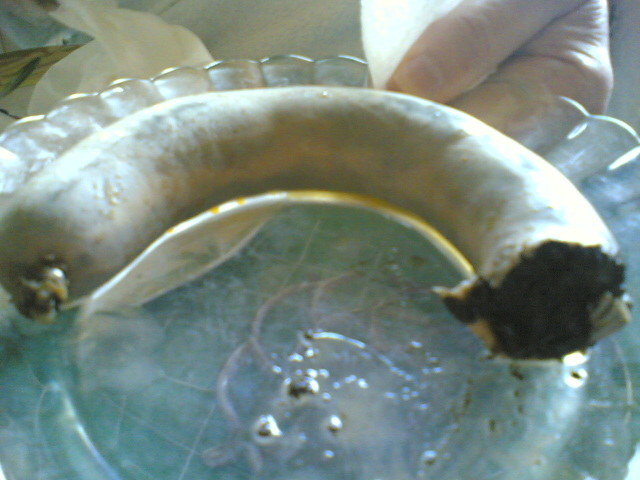
Chouriço de sangue
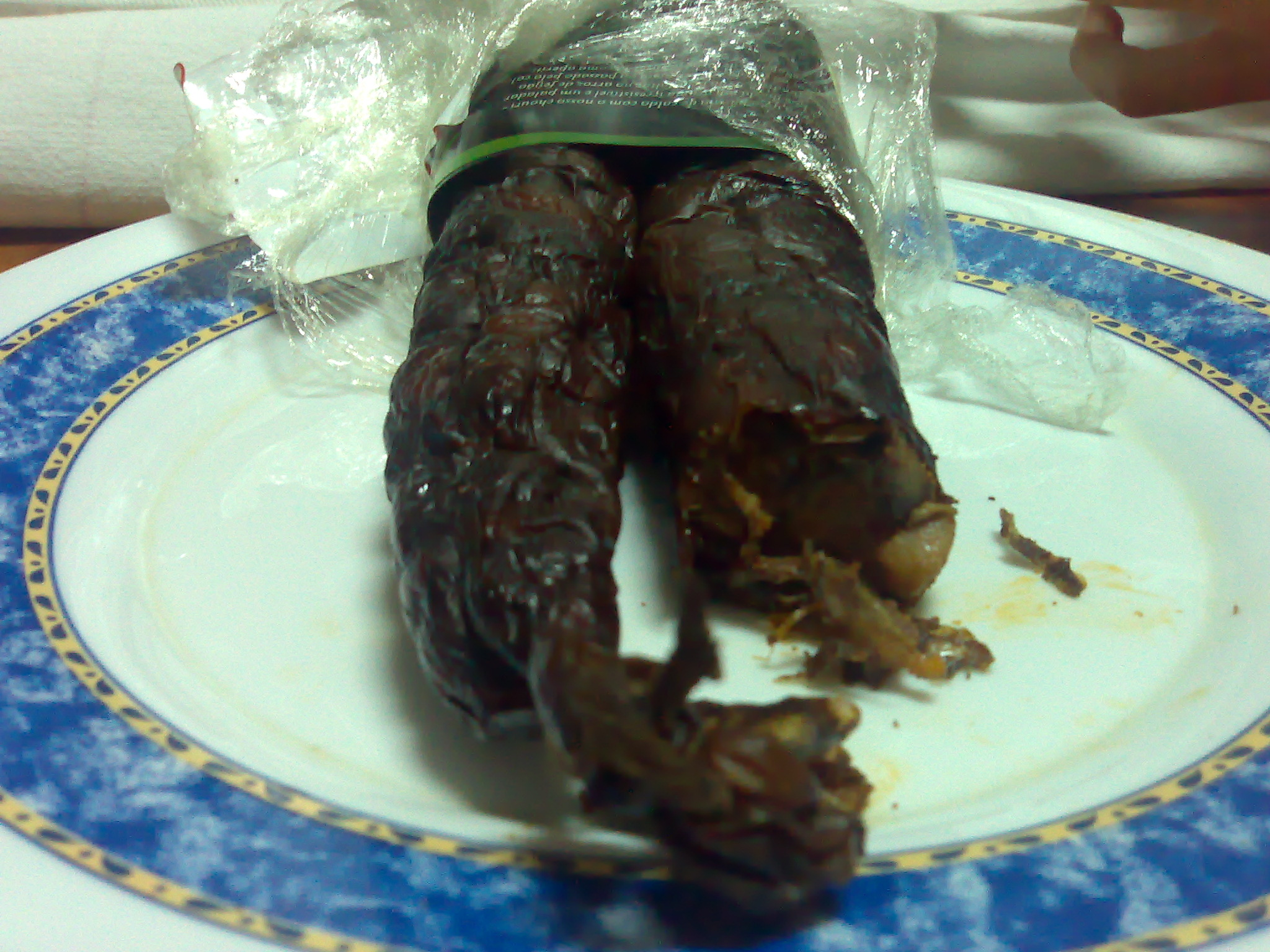
Chouriço de cebola

## Chouriço espanhol

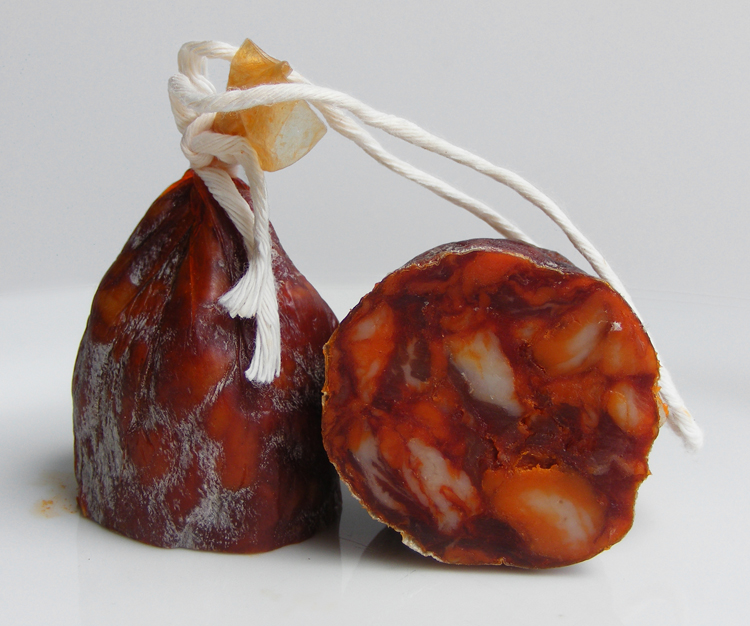
Chouriço espanhol

O chouriço espanhol, ou chorizo, é oficialmente feito de carne e gordura de porco, temperado com páprica defumada (pimentón) e sal. É geralmente classificado como em picante ou dulce (doce), dependendo do tipo de páprica usada. Há centenas de variedades regionais de chouriço espanhol, tanto defumado como curado ao ar, podendo conter alho e outros condimentos.
Existem variedades duras e macias, curtos ou longos; as variedades mais magras são adequadas para serem comidas à temperatura ambiente como aperitivo ou tapas, enquanto que as versões mais gordas são geralmente usadas para cozinhar. Uma regra comum é que os chouriços longos e finos são adocicados enquanto que os curtos são picantes, embora isso nem sempre seja o caso.

## Chouriço Verde

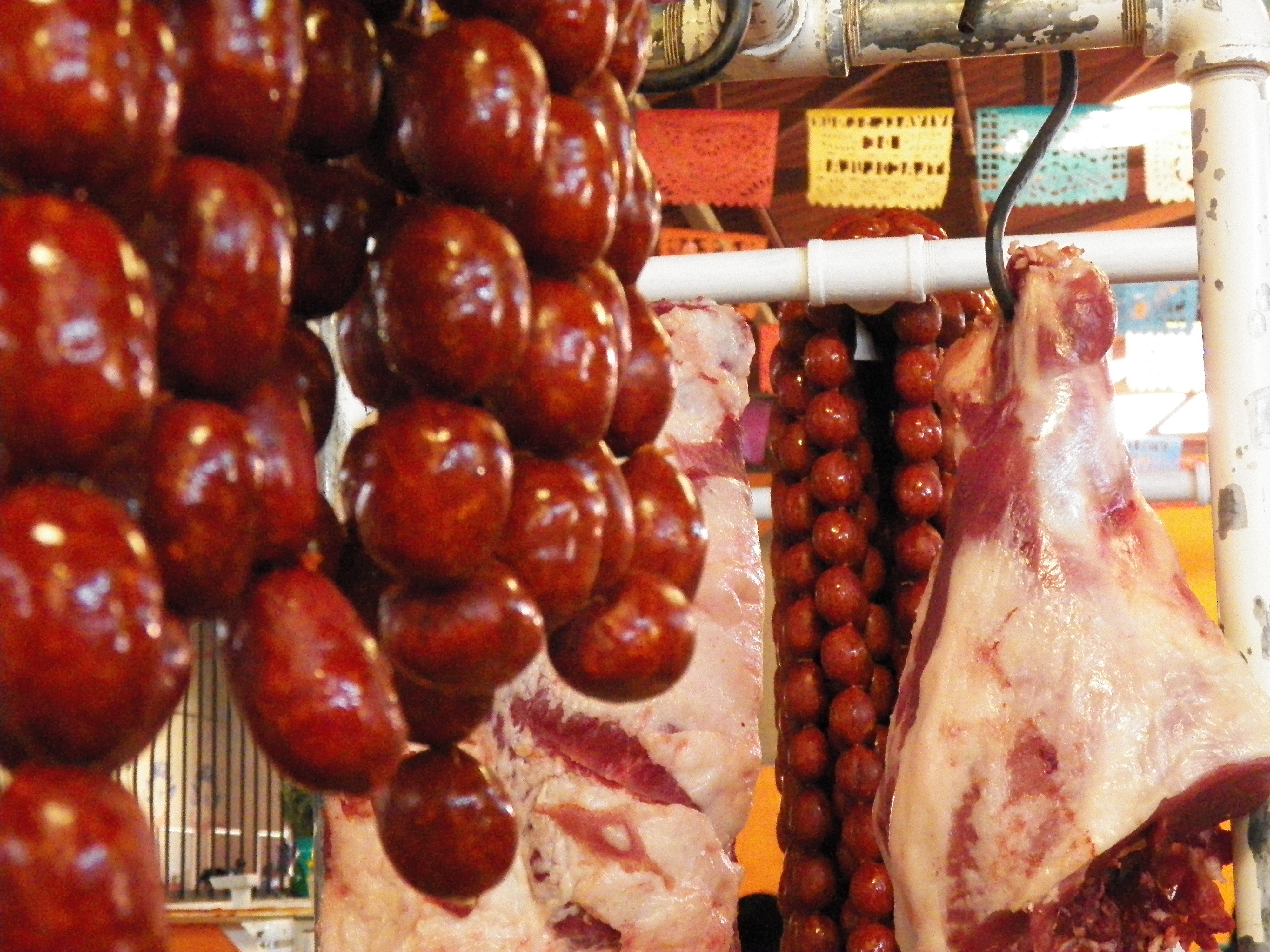
Chouriços de Oaxaca, México

A área de Toluca, no México, é conhecida como a capital de chouriço fora da Península Ibérica, e se especializou em chouriço "verde", que é feito com tomatillo, coentro, pimentas, alho, ou uma combinação destes. A receita de chouriço verde é nativa de Toluca. O chouriço mexicano tem cor bastante avermelhada e é largamente disponível em duas variedades, frescas e secas, sendo a variedade fresca mais comum.

## Assador de Chouriços

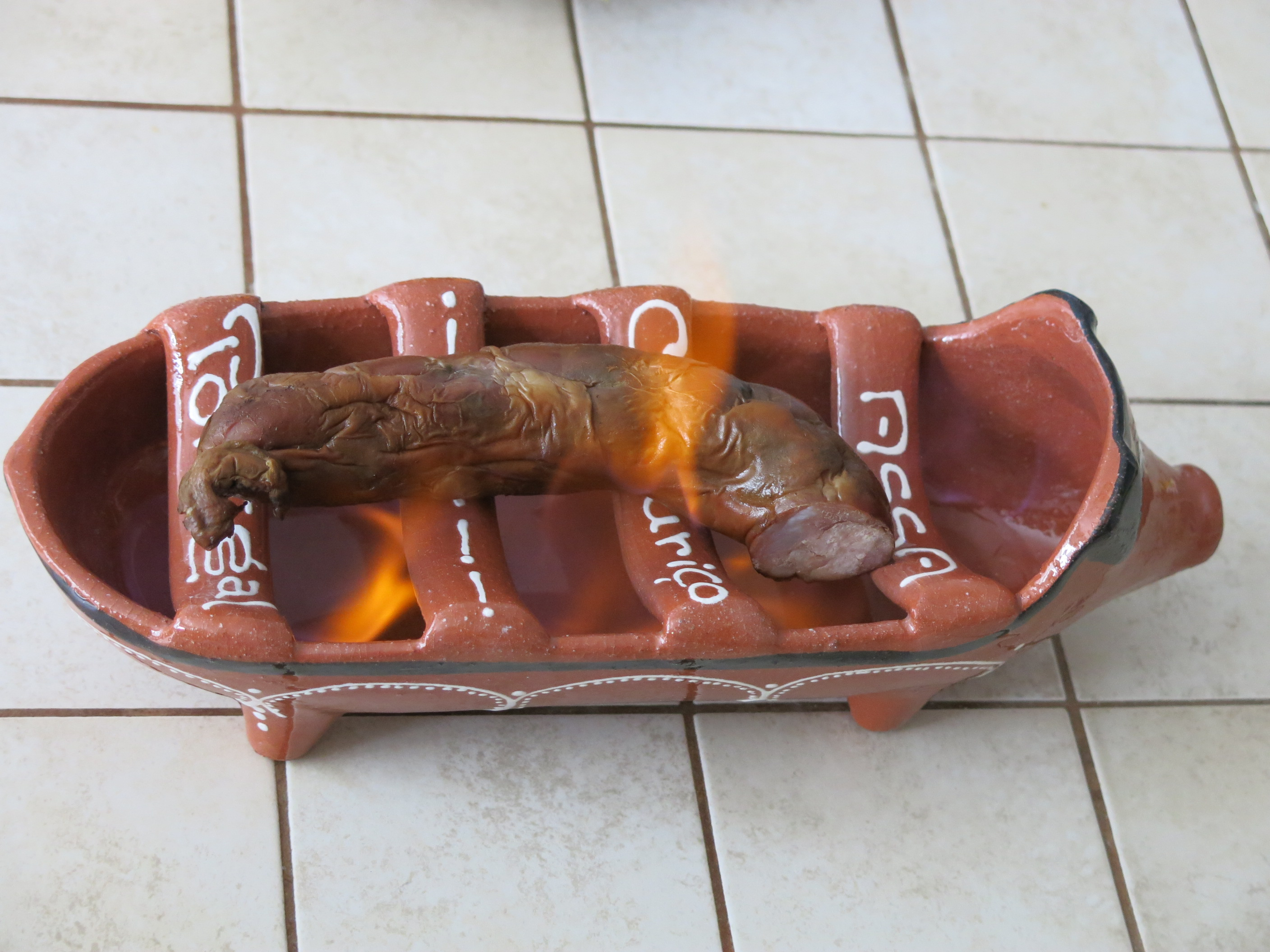
Assador de chouriços

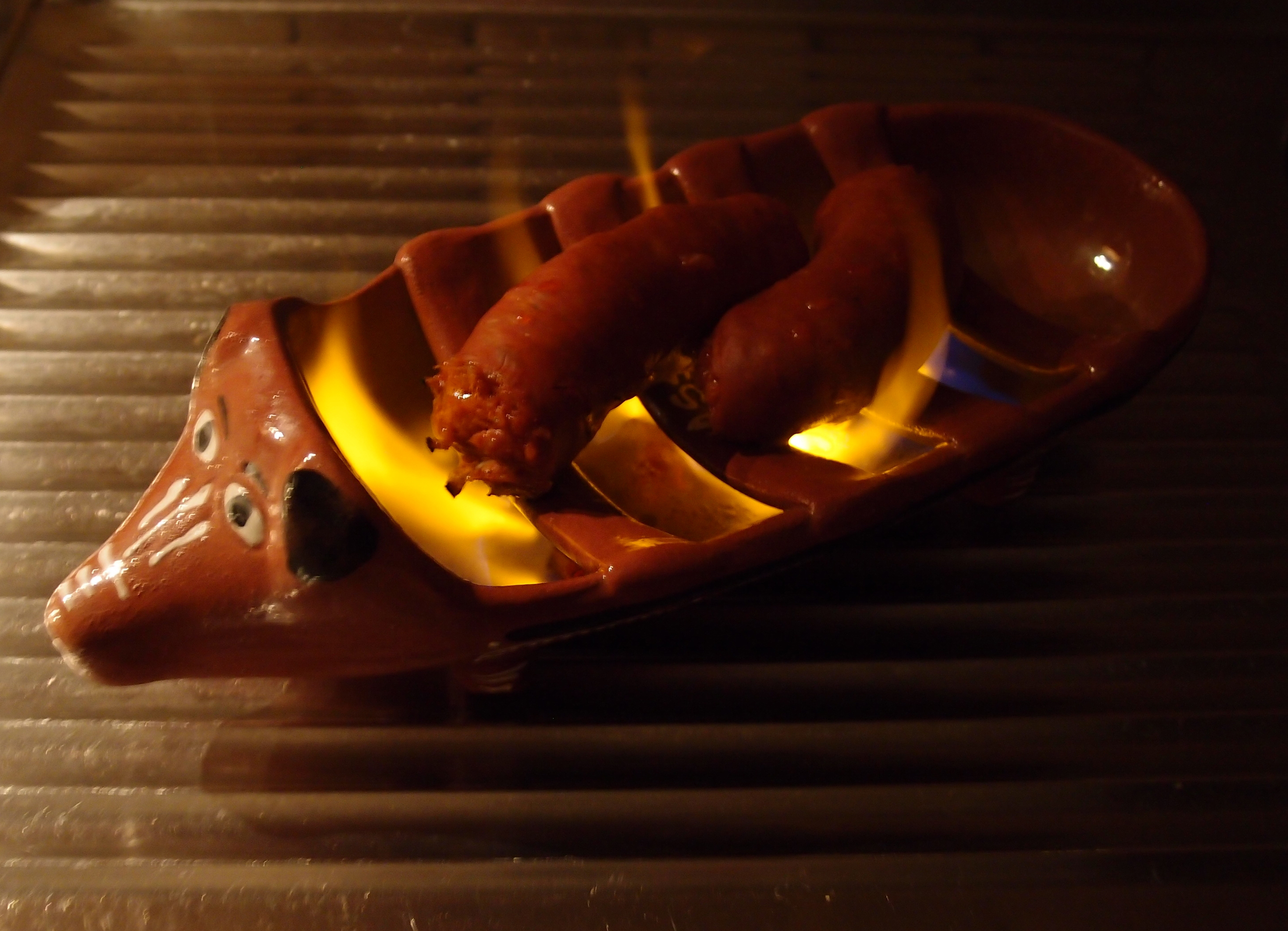
Assador de chouriço em uso

Geralmente o chouriço é assado em assadores de barro usando como combustível álcool etílico.
O chouriço e normalmente furado com um garfo previamente para evitar que se acumule pressão que pode originar o seu rebentamento. 